# 蒙叙罗勒
蒙叙罗勒（法語：Mont-sur-Rolle，法語發音：[mɔ̃ syʁ ʁɔl] ⓘ，意为“罗勒上方的山”）是瑞士联邦西部法语区的沃州下设的一个镇。在行政上属于尼永区管辖。蒙叙罗勒的总面积为3.85平方公里。截至2010年底，总人口为2,437。